# Anette Bøe
Pour les articles homonymes, voir Boe (homonymie).
Anette Bøe-Libæk, née le 5 novembre 1957 à Larvik, est une fondeuse norvégienne.

## Biographie
Elle est membre du club Bjerke Il à Nannestad.
Bøe remporte son premier titre aux Championnats de Norvège en 1979 sur le cinq kilomètres. Elle est sélectionnée pour les Jeux olympiques de Lake Placid en 1980, prenant la médaille de bronze avec le relais. En 1981, elle est de nouveau championne dans son pays au vingt kilomètres.
Aux Championnats du monde 1982, devant le public norvégien d'Oslo, elle remporte le titre en relais en compagnie d' Inger Helene Nybråten, Berit Aunli et Brit Pettersen. En individuel, elle est à chaque fois dans le top dix, terminant quatrième, cinquième et huitième. Au mois de mars, elle gagne sa première épreuve dans la Coupe du monde à l'occasion du dix kilomètres de Lahti.
En 1984, elle manque la qualification pour les Jeux olympiques de Sarajevo, mais remporte le vingt kilomètres du Festival de ski de Holmenkollen, sa deuxième victoire dans l'élite.
Sa meilleure saison intervient en 1984-1985, où elle devient double championne du monde du cinq et dix kilomètres, qui apportent des points pour la Coupe du monde. Elle y gagne des médailles sur toutes les épreuves, obtenant le bronze au 20 kilomètres et l'argent au relais. Finissant la saison par une nouvelle victoire à Holmenkollen, après trois autres victoires ultérieures aux mondiaux, elle garde sa place de première au classement général de la Coupe du monde. Elle devance sa compatriote Grete Ingeborg Nykkelmo.
Elle s'adapte mieux que la concurrence à la nouvelle technique en skating (style libre), ajoutant une neuvième victoire à son palmarès en mars 1987 à Falun. Elle est sixième de la Coupe du monde cet hiver et médaillée d'argent en relais aux Championnats du monde à Oberstdorf, où elle est cinquième et sixième en individuel.
En 1988, elle prend part à ses deuxièmes jeux olympiques à Calgary, où elle est vingtième du vingt kilomètres. Il s'agit de son ultime compétition majeure.
Depuis 1988, elle vit avec Ole-Jacob Libæk (mariés en 2000), le président de la Fédération norvégienne de hockey sur glace et devient une joueuse de hockey sur glace professionnelle, remportant deux fois le championnat de Norvège. Elle aussi active en triathlon, gagnant plusieurs compétitions et en VTT.

## Palmarès

### Jeux olympiques
| Édition / Épreuve | 5 km | 20 km | Relais 4 × 5 km |
| ----------------- | ---- | ----- | --------------- |
| Lake Placid 1980  | 24e  |       | Bronze          |
| Calgary 1988      |      | 20e   |                 |

### Championnats du monde
| Édition / Épreuve | 5 km                             | 10 km                            | 20 km  | Relais 4 × 5 km                  |
| ----------------- | -------------------------------- | -------------------------------- | ------ | -------------------------------- |
| Falun 1980        | Épreuve inexistante à cette date | Épreuve inexistante à cette date | 20e    | Épreuve inexistante à cette date |
| Oslo 1982         | 4e                               | 5e                               | 8e     | Or                               |
| Seefeld 1985      | Or                               | Or                               | Bronze | Argent                           |
| Oberstdorf 1987   | 5e                               |                                  | 6e     | Argent                           |

### Coupe du monde
- Vainqueur du classement général : 1985.
- 12 podiums individuels, dont 9 victoires.
- 8 podiums en relais, dont 4 victoires.

#### Victoires individuelles en Coupe du monde
| Date | Lieu            | Pays                        | Discipline  |
| ---- | --------------- | --------------------------- | ----------- |
| 1    | 6 mars 1982     | Lahti                       | 10 km       |
| 2    | 8 mars 1984     | Oslo                        | 20 km       |
| 3.   | 19 janvier 1985 | Seefeld in Tirol (Mondiaux) | 10 km       |
| 4    | 21 janvier 1985 | Seefeld in Tirol (Mondiaux) | 5 km        |
| 5    | 14 février 1985 | Klingenthal                 | 10 km       |
| 6    | 18 février 1985 | Nové Město                  | 5 km        |
| 7    | 9 mars 1985     | Falun                       | 10 km       |
| 8    | 16 mars 1985    | Oslo                        | 20 km       |
| 9    | 7 mars 1987     | Falun                       | 30 km libre |

#### Classements par saison
| Saison | Classement général |
| ------ | ------------------ |
| 1982   | 5e                 |
| 1983   | 14e                |
| 1984   | 10e                |
| 1985   | 1re                |
| 1986   | 40e                |
| 1987   | 6e                 |
| 1988   | 32e                |

## Distinctions
En 1985, elle reçoit la Médaille Holmenkollen et en 2000 le Prix Egebergs Ærespris.